# Emile Waldteufel (Radsportler)
Emile Gaston Waldteufel (* 3. Dezember 1944 in San Rafael (Kalifornien)) ist ein ehemaliger US-amerikanischer Radrennfahrer.

## Sportliche Laufbahn
Waldteufel war im Straßenradsport aktiv und Teilnehmer der Olympischen Sommerspiele 1972 in München. Im olympischen Straßenrennen schied er beim Sieg von Hennie Kuiper aus dem Rennen aus. 
1974 wurde er 50. im britischen Milk Race, 1975 kam er auf den 41. Rang.

## Berufliches
Waldteufel war gelernter Koch. Er war in Santa Rosa (Kalifornien) als Chefkoch eines französischen Restaurants tätig.